# Estación de Legazpi

Legazpi es una estación de las líneas 3 y 6 del Metro de Madrid ubicada bajo la plaza del mismo nombre, en el madrileño distrito de Arganzuela. La confluencia de las dos líneas de metro junto con las dársenas de autobuses en superficie hacen de Legazpi uno de los intercambiadores de transportes más importantes del sur de Madrid.
Del 31 de mayo al 5 de septiembre de 2025, los andenes de línea 6 permanecen cerrados por el cierre del arco oeste Moncloa-Méndez Álvaro, cortado por obras de automatización de línea. Se establece un Servicio Especial de autobús gratuito entre ambas estaciones.

## Historia

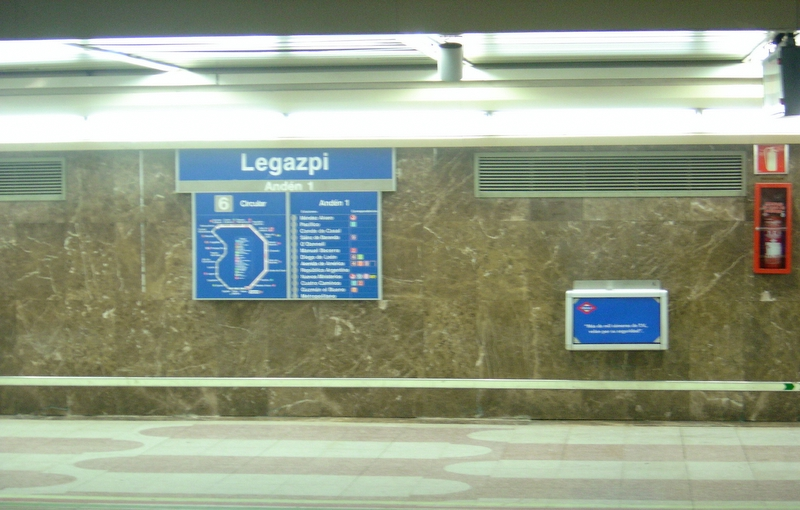
Andén de la línea 6 antes de la reforma

La estación de la línea 3 se abrió al público el 1 de marzo de 1951, dos años más tarde de lo previsto debido a los problemas de importación de materiales auxiliares del extranjero.
La estación de la línea 6 se abrió al público el 7 de mayo de 1981 con el tramo Pacífico-Oporto. La conexión llevó consigo la apertura de un nuevo vestíbulo al sur de la estación justo bajo la plaza homónima con una estructura novedosa para la época, ya que la bajada se realiza a través de un pozo vertical diáfano donde se intercalan las escaleras mecánicas de subida y bajada.
En el verano de 2003, el vestíbulo sur sufrió un incendio que llevó consigo una reforma parcial de la estación, cambiando paredes, suelos y bóvedas, aunque esta reforma no duró mucho tiempo, ya que enseguida se unió a la gran reforma asociada a la ampliación de andenes de las estaciones de línea 3. El 30 de septiembre de 2006 se reabrió la estación de línea 3 ya completamente reformada. El 21 de abril de 2007 dejó de ser la estación terminal de la línea 3 después de más de 50 años siéndolo.
El día 11 de noviembre de 2007, se produjo el asesinato de Carlos Palomino, cuando el joven recibió una puñalada en el interior de un vagón de metro de la línea 3.
Entre el 8 de agosto y el 13 de septiembre de 2009, la estación fue cabecera provisional de línea 6 por obras en el segmento este de la línea.
El 1 de abril de 2017 se eliminó el horario especial de todos los vestíbulos que cerraban a las 21:40 y la inexistencia de personal en dichos vestíbulos.
Está prevista la construcción de un intercambiador, que agruparía todas las líneas urbanas e interurbanas con cabecera en la superficie y ofrecería conexión con las líneas de Metro existentes.

## Accesos
- Bolívar Pza. Legazpi, 3 (esquina C/ Bolívar)
- Ascensor Pza. Legazpi, 3

Vestíbulo Beata María Ana de Jesús
- Beata María Ana de Jesús Pº Delicias, 132. Acceso a andenes de Línea 3

## Intercambiador (líneas)

### Metro
| << cabecera | < estación  | línea | estación >            | cabecera >> |
| ----------- | ----------- | ----- | --------------------- | ----------- |
| El Casar    | Almendrales |       | Delicias              | Moncloa     |
| Circular    | Usera       |       | Arganzuela-Planetario | Circular    |

### Autobuses
| Diurnos                           |                                                |                                 |
| Autobuses con cabecera en Legazpi |                                                |                                 |
| Línea                             | Destino                                        | Parada                          |
| 19                                | Plaza de Cataluña                              | 1171 LEGAZPI (Pº Delicias, 139) |
| 22                                | Villaverde Alto (Estación Metro / Cercanías)   | 1425 LEGAZPI                    |
| 79                                | Villaverde Alto (Plaza de Ágata)               | 1425 LEGAZPI                    |
| 123                               | Butarque                                       | 1425 LEGAZPI                    |
| 156                               | Manuel Becerra                                 | 3644 LEGAZPI (Pº Molino)        |
| 180                               | Estación de El Pozo                            | 3644 LEGAZPI (Pº Molino)        |
| T32                               | Mercamadrid                                    | 3644 LEGAZPI (Pº Molino)        |
| 8                                 | Valdebernardo                                  | 5128 LEGAZPI                    |
| 45                                | Reina Victoria                                 | 5128 LEGAZPI                    |
| Autobuses pasantes en Legazpi     |                                                |                                 |
| Línea                             | Destino                                        | Parada                          |
| 6                                 | Orcasitas                                      | 1124 LEGAZPI-MATADERO           |
| 18                                | Villaverde Cruce                               | 1124 LEGAZPI-MATADERO           |
| 78                                | Bº San Fermín                                  | 1124 LEGAZPI-MATADERO           |
| 148                               | Puente de Vallecas                             | 1124 LEGAZPI-MATADERO           |
| 6                                 | Jacinto Benavente                              | 1125 LEGAZPI-MATADERO           |
| 18                                | Plaza Mayor                                    | 1125 LEGAZPI-MATADERO           |
| 78                                | Embajadores                                    | 1125 LEGAZPI-MATADERO           |
| 148                               | Callao                                         | 1125 LEGAZPI-MATADERO           |
| 47                                | Carabanchel Alto                               | 1170 LEGAZPI (Pº Delicias, 154) |
| 59                                | San Cristóbal                                  | 1170 LEGAZPI (Pº Delicias, 154) |
| 62                                | Los Puertos                                    | 1170 LEGAZPI (Pº Delicias, 154) |
| 76                                | Villaverde Alto (Barriada de Plata y Castañar) | 1170 LEGAZPI (Pº Delicias, 154) |
| 85                                | Butarque                                       | 1170 LEGAZPI (Pº Delicias, 154) |
| 86                                | Villaverde Alto (Plaza de Ágata)               | 1170 LEGAZPI (Pº Delicias, 154) |
| 247                               | San José Obrero                                | 1170 LEGAZPI (Pº Delicias, 154) |
| 47                                | Atocha                                         | 3858 LEGAZPI (Pº Delicias, 133) |
| 59                                | Estación de Atocha                             | 3858 LEGAZPI (Pº Delicias, 133) |
| 62                                | Cristo Rey                                     | 3858 LEGAZPI (Pº Delicias, 133) |
| 76                                | Plaza de la Beata                              | 3858 LEGAZPI (Pº Delicias, 133) |
| 85                                | Estación de Atocha                             | 3858 LEGAZPI (Pº Delicias, 133) |
| 86                                | Estación de Atocha                             | 3858 LEGAZPI (Pº Delicias, 133) |
| 247                               | Atocha                                         | 3858 LEGAZPI (Pº Delicias, 133) |
| Nocturnos                         |                                                |                                 |
| Autobuses pasantes en Legazpi     |                                                |                                 |
| Línea                             | Destino                                        | Parada                          |
| N12                               | Butarque                                       | 1124 LEGAZPI-MATADERO           |
| N14                               | Villaverde Alto                                | 1124 LEGAZPI-MATADERO           |
| N12                               | Cibeles                                        | 1125 LEGAZPI-MATADERO           |
| N14                               | Cibeles                                        | 1125 LEGAZPI-MATADERO           |
| N13                               | San Cristóbal                                  | 1170 LEGAZPI (Pº Delicias, 154) |
| N13                               | Cibeles                                        | 3201 LEGAZPI-PASEO DEL MOLINO   |

| Diurnos   |                              |                                 |                           |
| Línea     | Destino                      | Parada                          | Operador                  |
| 411       | Getafe - Perales del Río     | 7627 Pza. Legazpi-Legazpi       | La Veloz                  |
| 421       | Pinto                        | 16736 Pº de la Chopera-Legazpi  | AISA                      |
| 422       | Valdemoro                    | 16736 Pº de la Chopera-Legazpi  | AISA                      |
| 424       | Valdemoro (El Restón)        | 16736 Pº de la Chopera-Legazpi  | AISA                      |
| 426       | Ciempozuelos                 | 16736 Pº de la Chopera-Legazpi  | AISA                      |
| 429       | Aranjuez (PAU de la Montaña) | 16736 Pº de la Chopera-Legazpi  | AISA                      |
| 423       | Estación Sur de Autobuses    | 3644 Pº MOLINO-LEGAZPI          | AISA                      |
| 423       | Aranjuez                     | 2916 Pº MOLINO-LEGAZPI          | AISA                      |
| 447       | Getafe (Hospital)            | 11729 Pza. Legazpi-Legazpi      | Avanza Movilidad Integral |
| 448       | Getafe (por Villaverde)      | 11729 Pza. Legazpi-Legazpi      | Avanza Movilidad Integral |
| Nocturnos |                              |                                 |                           |
| Línea     | Destino                      | Parada                          | Operador                  |
| N401      | Valdemoro                    | 16736 Pº de la Chopera-Legazpi  | AISA                      |
| N402      | Aranjuez                     | 16736 Pº de la Chopera-Legazpi  | AISA                      |
| N401      | Madrid (Atocha)              | 3858 LEGAZPI (Pº Delicias, 133) | AISA                      |
| N402      | Madrid (Atocha)              | 3858 LEGAZPI (Pº Delicias, 133) | AISA                      |